# Нуса-Лембонган
Нуса-Лембонган (индон. Nusa Lembongan) — небольшой остров, расположенный к юго-востоку от индонезийского острова Бали. В административном отношении входит в состав округа Клунгкунг провинции Бали.
Расположен в группе из трёх островов, крупнейший из которых — Нуса-Пенида. Пролив Бадунг, ширина которого составляет немногим более 10 км, отделяет Нуса-Лембонган от Бали. Площадь острова — около 8 км²; постоянное население — около 5000 человек. Окружён коралловыми рифами; берега представлены песчаными пляжами и невысокими известняковыми утёсами. Нуса-Лембонган отделён узким мелководным проходом от островка Нуса-Ченинган, расположенного южнее. Постоянных рек на острове нет.
На острове расположены 3 основных деревни. Джунгут-Бату и Машрум-Бей — центры туристической индустрии, а Лемборган-Виллидж — место жительства большей части местного населения. Северо-восток острова представлен мангровыми зарослями, площадь которых составляет около 212 га.
Экономика острова основана на туристической индустрии. Имеют место также сельское хозяйство, рыболовство и выращивание морских водорослей.